# مغول‌های دوربد
مغول‌های دوربد (به زبان مغولی: Дөрвөд، [Dörvöd]؛ ᠳᠥᠷᠪᠡᠳ، [dörbed]) یکی از اقوام معاصرِ تشکیل دهندهٔ ملت مغول‌ می‌باشند، که بیشتر در غرب مغولستان (استان‌های اوفس و خوفد) زندگی می‌کنند. جمعیت قابل توجهی از مغول‌های ساکن قالموقستان در ساحل دریای خزر در روسیه نیز، از قوم دوربد می‌باشند.
دوربدها به زبان اویرات، یکی از گویش‌های زبان مغولی صحبت می‌کنند. دوربدهای ساکن مغولستان، به «لهجهٔ قوم خالخه»، که لهجهٔ معیار ملی مغولی در مغولستان است نیز مسلط می‌باشند.